# تام ویسکامب
تام ویسکامب (متولد ۴ آوریل ۱۹۷۰، لا هویا، کالیفرنیا) معمار آمریکایی ساکن لس آنجلس کالیفرنیا است.

## گزیدهٔ سخنرانی‌ها و متون

### سخنرانی‌ها
- "دوئل/دوئت با پاتریک شوماخر" بایگانی‌شده  در ۳۰ اوت ۲۰۱۶ توسط Wayback Machine، سای-آرک، مجموعه سخنرانی‌های سای-آرک (۲۰۱۶)

## آثار ترجمه شده به فارسی
- مجموعه آثار (۲۰۰۳–۲۰۱۶) تام ویسکامب: به سوی یک هستی‌شناسی افقی معماری. ترجمه و تألیف پویان روحی، شانای ظهرابی. مشهد: کتابکده کسری، ۱۳۹۵. شابک ۹۷۸۶۰۰۶۵۰۹۴۴۰